# Museum of the Moving Image (London)
Das Museum of the Moving Image (engl. für „Museum des Bewegtbildes“, Abkürzung: MOMI) in London war ein Museum für die Medien- und Sozialgeschichte von Film, Fernsehen, Video, Animation und deren technischen Vorläufern.
Das MOMI wurde mit vorwiegend privaten Stiftungsgeldern gegründet und von 1988 bis 1999 vom British Film Institute in einem von dem Architekturbüro Avery Associates erbauten Gebäude auf dem Südufer der Themse betrieben. Es galt als innovativ in Konzept und Ausstattung und verfügte nicht nur über avancierte technische Einrichtungen zur interaktiven Beschäftigung mit den ausgestellten Medien, sondern auch über eine eigene Gruppe von Schauspielern, die den Besuchern des Museums und seiner Veranstaltungen dessen Objekte vorführten. 
Das Gebäude des MOMI wurde umgestaltet und bildet seit der Wiedereröffnung vom 14. März 2007 den Eingangskomplex für das BFI Southbank.